# Masters Doubles WCT 1983
Il Masters Doubles WCT 1983 è stato un torneo di tennis giocato sul sintetico indoor. È stata l'11ª edizione del Masters Doubles WCT, che fa parte del World Championship Tennis 1983. Il torneo si è giocato nel National Exhibition Centre di Birmingham in Gran Bretagna, dal 4 al 9 gennaio 1984.

## Campioni

### Doppio maschile
Heinz Günthardt /  Balázs Taróczy hanno battuto in finale  Brian Gottfried /  Raúl Ramírez con il punteggio di 6–3, 7–5, 7–6